# The Odyssey (Symphony X-album)
A The Odyssey az amerikai Symphony X hatodik stúdiólemeze, mely 2002. november 5-én jelent meg az InsideOut Music kiadásában. Ez az első albumuk melyet teljes egészében Michael Romeo házi stúdiójában rögzítettek, ennek megfelelően a produceri teendőket is Romeo látta el. Az Accolade II című szám a The Divine Wings of Tragedy albumon hallható Accolade folytatása. Az albumot záró epikus címadót, a görög hős Odüsszeusz története inspirálta.
67 percével ez a leghosszabb Symphony X album annak ellenére, hogy csak 8 dal hallható rajta.
A nyitó Inferno (Unleash the Fire) Romeo egyik kedvenc dala, míg a Wicked című szerzemény Russell Allen egyik kedvenc riffjét tartalmazza. Az albumhoz elsőként az Incantations of the Apprentice dalt írták meg, míg az Accolade II szövegét a Robin Hood történet inspirálta.

## Számlista
1. "Inferno (Unleash the Fire)" – 5:32 (Romeo, Allen)
2. "Wicked" – 5:30 (Romeo, Allen)
3. "Incantations of the Apprentice" – 4:19 (Romeo, Allen)
4. "Accolade II" – 7:54 (Romeo, Pinella, Lepond, Allen)
5. "King of Terrors" – 6:16 (Romeo, Pinella, Allen, Rullo)
6. "The Turning" – 4:44 (Romeo, Lepond, Allen)
7. "Awakenings" – 8:18 (Romeo, Pinella, Lepond, Allen)
8. "The Odyssey" – 24:14
  1. "I. rész – Odysseus Theme/Overture (Romeo)
  2. "II. rész- Journey to Ithaca (Romeo, Allen)
  3. "III. rész – The Eye (Romeo)
  4. "IV. rész – Circe (Daughter of the Sun) (Romeo)
  5. "V. rész – Sirens (Romeo)
  6. "VI. rész – Scylla and Charybdis (Romeo)
    1. a) Gulf of Doom
    2. b) Drifting Home

  7. "VII. rész – The Fate of the Suitors / Champion of Ithaca (Romeo, Lepond)
9. "Masquerade '98" (Japán bónuszdal) – 6:01  (Romeo, Pinella, Miller, Rullo, Tyler)
10. "Frontiers" (Japán bónuszdal) – 4:50

## Közreműködők
Zenészek
- Russell Allen – ének
- Michael Romeo – gitár, billentyűs hangszerek, programozás
- Michael Pinnella – zongora, billentyűs hangszerek
- Michael Lepond – basszusgitár
- Jason Rullo – dob

Produkció
- Producer: Michael Romeo
- Keverés: Michael Romeo és Steve Evetts
- Maszter: Peter Van T'riet